# Leptostomum gerrardii
Leptostomum gerrardii là một loài rêu trong họ Bryaceae. Loài này được J. Shaw mô tả khoa học đầu tiên năm 1878.